# حجر الصفر كيلومتر

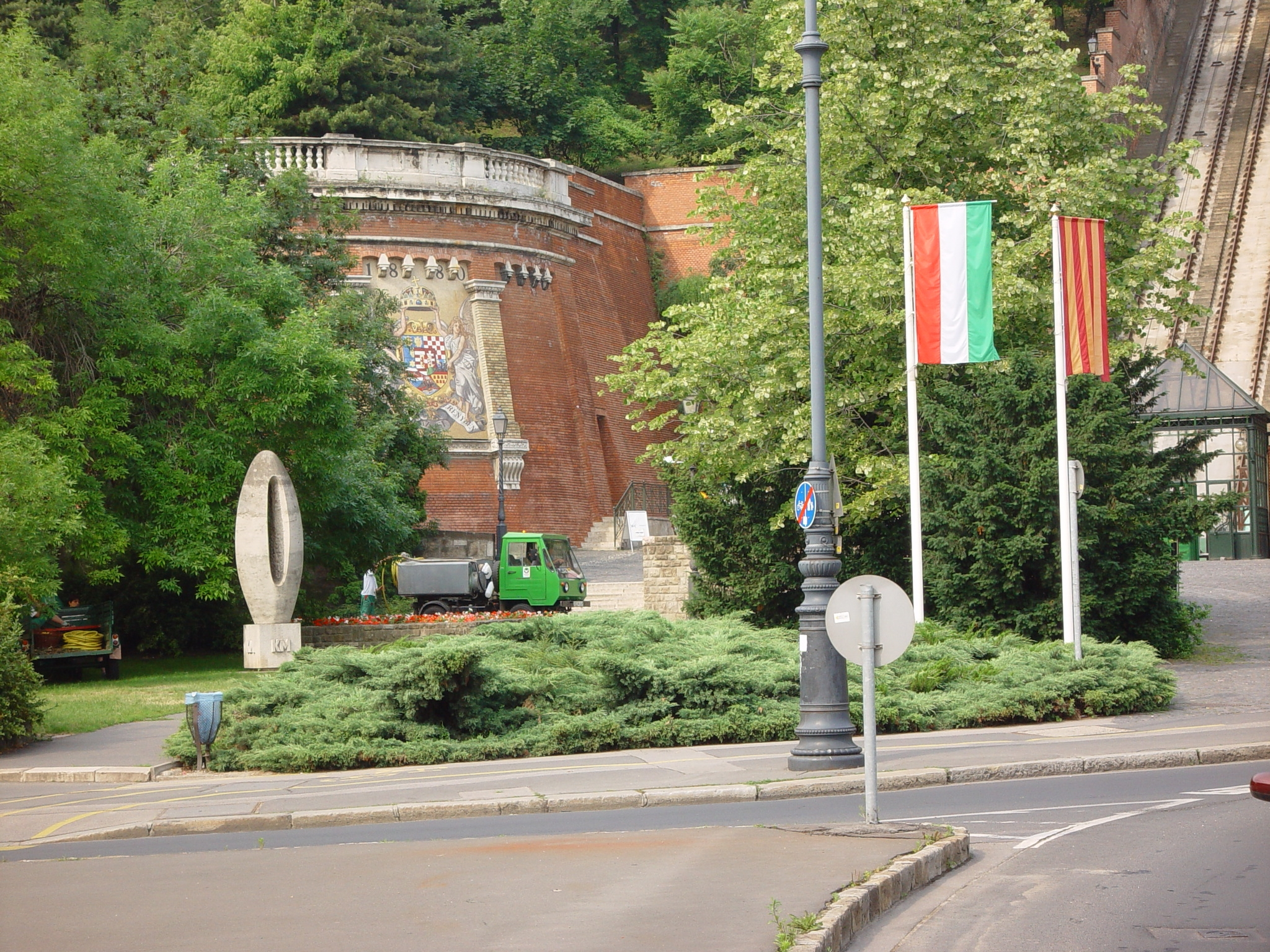
الموقع المادي لحجر الموقع صفر على الخريطة في المجر ، عند مدخل النفق بالقرب من لانشيد ، بودابست

حجر الصفر كيلومتر هو نحت من الحجر الجيري بارتفاع 3 أمتار في بودابست ، ويشكل نقطة الصفر لمدينة بودابست على خريطة، مع نقش على قاعدة التمثال "KM" للكيلومترات. يمثل هذا الحجر النقطة المرجعية التي يتم من خلالها قياس جميع مسافات الطرق إلى بودابست في البلاد. تم تحديد النقطة المرجعية في البداية على عتبة قلعة بودا، ولكن تم نقلها إلى موقعها الحالي عند جسر السلسلة بعدما انتهى الوصل في عام 1849.
النحت الحالي هو عمل ميكلوش بورشوش و نُصّبَ في عام 1975. فيما يعد أول نصب تذكاري رسمي هو تمثال مادونا الذي نحته يوجين كورميندي في هذه البقعة عام 1932 ، ولكنه دُمر في الحرب العالمية الثانية . عندها نُحت تمثال ثانٍ ، يصور عاملاً ، من عام 1953 حتى استبداله بالنحت الحالي.

## الموقع
يقع في متنزه صغيرة في ساحة آدم كلارك (Clark Ádám tér) ، في جهة بودا من جسر السلسلة ، أسفل قلعة بودا .